# مدرسة النحو الكوفية
بدأت الكوفة قاعدةً عسكرية حوالي عام 150 هـ. 638 بالقرب من الحيرة على الفرع الغربي لنهر الفرات، ونمت، كما نمت نظيرتها في البصرة أيضًا، من معسكر إلى مدينة اجتذبت النخب الفكرية العظيمة من جميع أنحاء المنطقة.  وكان أول النحويين الكوفيين هو الرواسي الذي عاش في القرن الثامن، أما أوائل علماء مدرسة البصرة فقد عاشوا في القرن السابع.  إن المشروع الفكري الكبير الذي تطور من المدرستين اللغويتين، أدى إلى ظهور علوم النحو والصرف والمعجم العربية. لقد أدى ما نشأ من دافع لتفسير النصوص المقدسة للقرآن والحديث، من علماء الإنسانيات في البصرة والكوفة، إلى بحث جماعي عن أنقى المواد المصدرية العربية وأقلها فسادًا، والتي لجأوا إليها إلى الشعر الشفوي الجاهلي كما يتلوه الراوي . إذ جُمعَت أشعار الشعراء المشهورين ورُتِّبَت وسُجِّلَت.  جمع النحويون في البصرة والكوفة الشعر العربي القديم ورتبوه في "ديوان" وفق مبادئ معينة؛ إما حسب فئات الأفراد، أو التجمعات القبلية، أو القصائد المختارة، أو حسب موضوعات المقاطع، وحرروها في مختارات. ومن أمثلة أعمالهم المعلقات والمفضلات للمفضل الضبي . 

## علماء اللغة الكوفيون كما وجدوا فيالفهرست لإسحاق النديم
- أبو محمد القاسم الأنباري - أبو محمد بن محمد بن بشار الأنباري القاسم، كان تلميذًا للفراء وثعلب. ابنه هو محمد بن القاسم الأنباري (885 - 940)، عُرف بعلمه وقوة ذاكرته.[n 1][5] [6]
- ابن الأعرابي - أبو عبد الله محمد بن زياد (حوالي 760 – 846). لغوي بارز عُرف بجمعه للعبارات النادرة. تُوفي في سامراء.[7][8]
- برزخ العروضي - أبو محمد، ويُعرف أيضًا ببرزخ أو نظرح (نشط حوالي 800 م)، مؤلف مشهور لكتاب في علم العروض (العروض). كتب ابن درستويه، عالم البصرة، ردًا على كتابه.[9][10]
- أبو جعفر أبو عصيدة - أحمد بن عبيد (الله) بن ناصح، أبو جعفر (توفي 886/887)، من الكوفة، وكان معلمًا لأبناء الخليفة المتوكل (حكم 847-861).[11][12][13][14]
- سلمة بن عاصم - أبو محمد؛ نحوي وصاحب للفراء في الكوفة في أوائل القرن التاسع. وكان ابنه هو العالم المفضل بن سلمة.[15][16][17][18]
- أبو زكريا الفراء - أبو زكريا يحيى بن زياد (توفي 822)، من ديلم (إيران). كان من كبار تلاميذ الكسائي، وتوفي عن عمر يناهز الستين.[19][20][21][22]
- ابن الحائك - يُعرف أيضًا بهارون الحيري، يهودي اعتنق الإسلام من الحيرة وتلميذ ثعلب. كان لغويًا ونحويًا في أواخر القرن التاسع.[23][24] [n 2] [25]
- حازنبل - أبو عبد الله محمد بن عبد الله بن عاصم التميمي، عالم من القرن التاسع ومصدر للمعلومات عن أبي عمرو الشيباني.[26]
- هشام بن معاوية الضرير (توفي 824)، نحوي أعمى وقارئ للقرآن في الكوفة.[27][28][29]
- الكرنبائي الأنصاري - هشام بن إبراهيم، أبو علي، من كرنباء[30] قرب الأهواز، نحوي من أوائل القرن التاسع بالكوفة وتلميذ للأصمعي.[31][32]
- الخطابي - أبو محمد عبد الله بن محمد بن حرب (توفي حوالي 893 – 896)، طالب علم لغة من الكوفة، توفي في دمشق.[33][34][35]
- نصران الخراساني، معلم ابن السكيت في النصف الأول من القرن التاسع.[36][37]
- الكسائي - أبو الحسن علي بن حمزة الكوفي، نحوي شهير قام بتعليم أبناء الخليفة العباسي هارون الرشيد وكان قارئًا معتمدًا للقرآن. (توفي حوالي 795/813).[38][39][40][41]
- ابن كناسة - أبو محمد عبد الله بن يحيى، المعروف أيضًا بعبد الأعلى بن محمد (نشط حوالي 741 - 823)، مرجع في الشعر القبلي، وكان من قبيلة أسد. وُلِد في الكوفة وانتقل لاحقًا إلى بغداد.[42][43][44]
- ابن مردان الكوفي - أبو موسى عيسى الكوفي، نحوي من القرن التاسع بالكوفة.[45][32]
- ابن مرزبان - أبو الحسن علي بن عبد العزيز (توفي حوالي 900)، عاش في مكة وكان قارئًا للقرآن.[46][47]
- معاذ الحراء - معاذ بن مسلم الحراء، المعروف بـ’’أبو مسلم‘‘ و’’أبو علي‘‘، (حوالي 722 – 803)، كان تاجر أقمشة في هراة وشاعرًا.[48][49][50]
- المفضل - ابن سلمة الضبي، أبو طالب (توفي 903)، مؤلف كتاب المفضليات وعالم بارز في القرآن والأدب من الكوفة.[51][52][53]
- نصر بن يوسف - نحوي وفيلولوجي من القرن الثامن ينتمي لمدرسة الكوفة.[54][36][55][56]
- ابن قادم[n 3] - أبو جعفر محمد (أحمد)، عالم من الكوفة، قام بتعليم ثعلب في بغداد ودرّس المعتز، ابن الخليفة، قبل 866.[57][58]
- قاسم بن معن بن عبد الرحمن، عالم وقاضي في الكوفة (توفي 791/792).[59][60]
- الرؤاسي - أبو جعفر محمد بن الحسن بن أبي سارة النيلي الرؤاسي، كتب أول كتاب في النحو في عهد الخلافة العباسية تحت حكم هارون الرشيد (786-809).[61][62][63]
- ابن سعدان - أبو جعفر محمد بن سعدان الضرير (نشط بين 778 – 846)، طالب علم لغة وقارئ للقرآن عاش في بغداد.[64][65][66]
- السرخسي - أبو طالب عبد العزيز بن محمد من سرخس، خراسان الكبرى، مرتبط بالكوفة ودرّس في مسجد الترجمانية[n 4] في أواخر القرن الثامن - أوائل القرن التاسع.[67][68]
- الأسدي - أبو سعيد محمد بن هبيرة الأسدي (نشط في أواخر القرن التاسع) من الكوفة، نحوي وفيلولوجي مرتبط بأحد أبناء الخليفة المعتز في بغداد.[69] يسميه ياقوت "سعوراء".[70][71]
- أبو محمد عبد الله الشامي - محمد (أبو) عبد الله بن محمد الشامي، تلميذ سوري لثعلب، في أواخر القرن التاسع.[25]
- أبو عمرو الشيباني - أبو عمرو إسحاق بن مرار (توفي حوالي 821-828)، عاش حياة طويلة وصنّف شعر وأخبار ما لا يقل عن 80 قبيلة. جمع ابنه، عمرو بن أبي عمرو (توفي 845/846)، أعماله ونشرها.[72][11][73]
- سكيت - والد يعقوب بن السكيت، كان عالمًا في الأدب درس على يد الفراء. وكان من دورق قرب الأهواز.[74] أما الابن، أبو يوسف يعقوب بن إسحاق بن السكيت، فقد كان معلمًا لابن المتوكل ونحويًا شهيرًا (توفي 857-861).[75][76][77]
- ثابت بن أبي ثابت - عبد العزيز، أبو محمد (ربما في أوائل القرن التاسع) من الكوفة، عالم في لهجات القبائل.[78][79][80]
- ثابت بن عمرو بن حبيب وعلي بن محمد بن وهب المشعري كانا من تلاميذ أبي عبيد القاسم في أوائل القرن التاسع.[47]
- ثعلب - أبو العباس أحمد بن يحيى (حوالي 815-904)، من بغداد، نحوي ومحدث مشهور، انتقل من الكوفة إلى بغداد.[81][82][83]
- الطوسي - أبو الحسن علي بن عبد الله بن سنان التيمي من بني تيم، وُلِد في طوس، وكان تلميذًا لابن الأعرابي في الكوفة في أوائل القرن التاسع. كان راويًا للشعر والتاريخ الشفوي للقبائل العربية. جمع ديوان ابن التثريَّة.[84][85][86]
- الطوال - أبو عبد الله محمد بن أحمد بن عبد الله (توفي 857/858)؛ نحوي من الكوفة.[n 5] [87][88][89]
- القاسم بن سلام (770 – حوالي 838) - ابن عبد يوناني، وُلِد في هراة، درس على يد الأصمعي والكسائي، وأصبح قاضيًا.[90][91]
- أبو عمر الزاهد - أبو عمر محمد بن عبد الواحد المترز (حوالي 870-957)، زاهد وفيلولوجي من بغداد.[92][93]

## طالع أيضًا
- نقوش عربية قبل الإسلام
- مدارس النحو والصرف
- مدرسة النحو البصرية
- مدرسة النحو البغدادية
- مدرسة النحو الأندلسية
- مدرسة النحو المصرية